# Warren Birmingham
Warren Allen „Buster“ Birmingham (* 22. August 1962) ist ein ehemaliger australischer Hockeyspieler, der mit der australischen Hockeynationalmannschaft 1992 Olympiazweiter und 1986 Weltmeister sowie 1990 und 1994 Weltmeisterschaftsdritter war.

## Sportliche Karriere
Warren Birmingham trat in 200 Länderspielen für Australien an und erzielte 44 Tore.
Der 1,71 m große Birmingham debütierte 1984 in der Nationalmannschaft. Bei der Weltmeisterschaft 1986 in London gewannen die Australier ihre Vorrundengruppe vor den Deutschen. Nach einem 5:0 im Halbfinale gegen die sowjetische Mannschaft trafen die Australier im Finale auf das englische Team und siegte mit 2:1.
Zwei Jahre später bei den Olympischen Spielen 1988 in Seoul gewannen die Australier ihre Vorrundengruppe vor den Niederländern, im direkten Vergleich siegten die Australier mit 3:2. Im Halbfinale unterlagen die Australier der britischen Mannschaft mit 2:3. Im Spiel um die Bronzemedaille trafen die Australier wieder auf die Niederländer und verloren mit 1:2. 1990 bei der Weltmeisterschaft in Lahore gewannen die Australier ihre Vorrundengruppe erneut vor den Niederländern. Die Australier unterlagen im Halbfinale der pakistanischen Mannschaft mit 1:2. Im Spiel um den dritten Platz gewannen sie gegen die deutschen Herren mit 2:1.
Bei den Olympischen Spielen 1992 in Barcelona siegten die Australier in vier Spielen der Vorrunde und spielten gegen die Deutschen unentschieden. Nach ihrem Halbfinalsieg über die Niederländer trafen die Australier im Finale wieder auf die deutsche Mannschaft und unterlagen mit 1:2. 1994 war Australien Gastgeber der Weltmeisterschaft in Sydney. Die australische Mannschaft unterlag im Halbfinale den Niederländern mit 1:3. Im Kampf um Bronze bezwangen die Australier die deutsche Mannschaft mit 5:2.
Warren Birmingham war ab 1991 Kapitän der australischen Nationalmannschaft. Nach dem Ende seiner aktiven Laufbahn wurde Birmingham Trainer im Nachwuchsbereich. 2008 gehörte er zu den ersten Spielern, die in die neue Hall of Fame des australischen Hockeysports aufgenommen wurden.